# Bert Hinkler
Pour les articles homonymes, voir Hinkler.
Herbert John Louis Hinkler (8 décembre 1892 - 8 janvier 1933), mieux connu sous le nom de Bert Hinkler, fut l'un des pionniers de l'aviation australienne.

## Biographie
Hinkler est né à Bundaberg dans le Queensland, d'un immigrant allemand. Dans sa jeunesse, il a construit des planeurs et a volé au-dessus des plages près de sa ville natale. Il est devenu mécanicien de l'aviateur Arthur Burr Stone (en) qui a donné quelques vols d'exposition à Sydney.
En 1913, Hinkler s'est rendu en Angleterre où il a travaillé pour la Sopwith Aviation Company. Pendant la Première Guerre mondiale, il a servi dans la Royal Naval Air Service en tant que canonnier et observateur en Belgique et en France, pour lequel il a reçu la Distinguished Service Medal. En 1918, Hinkler a été affecté à l'escadron no 28 de la RAF avec lesquels il a servi comme pilote en Italie.

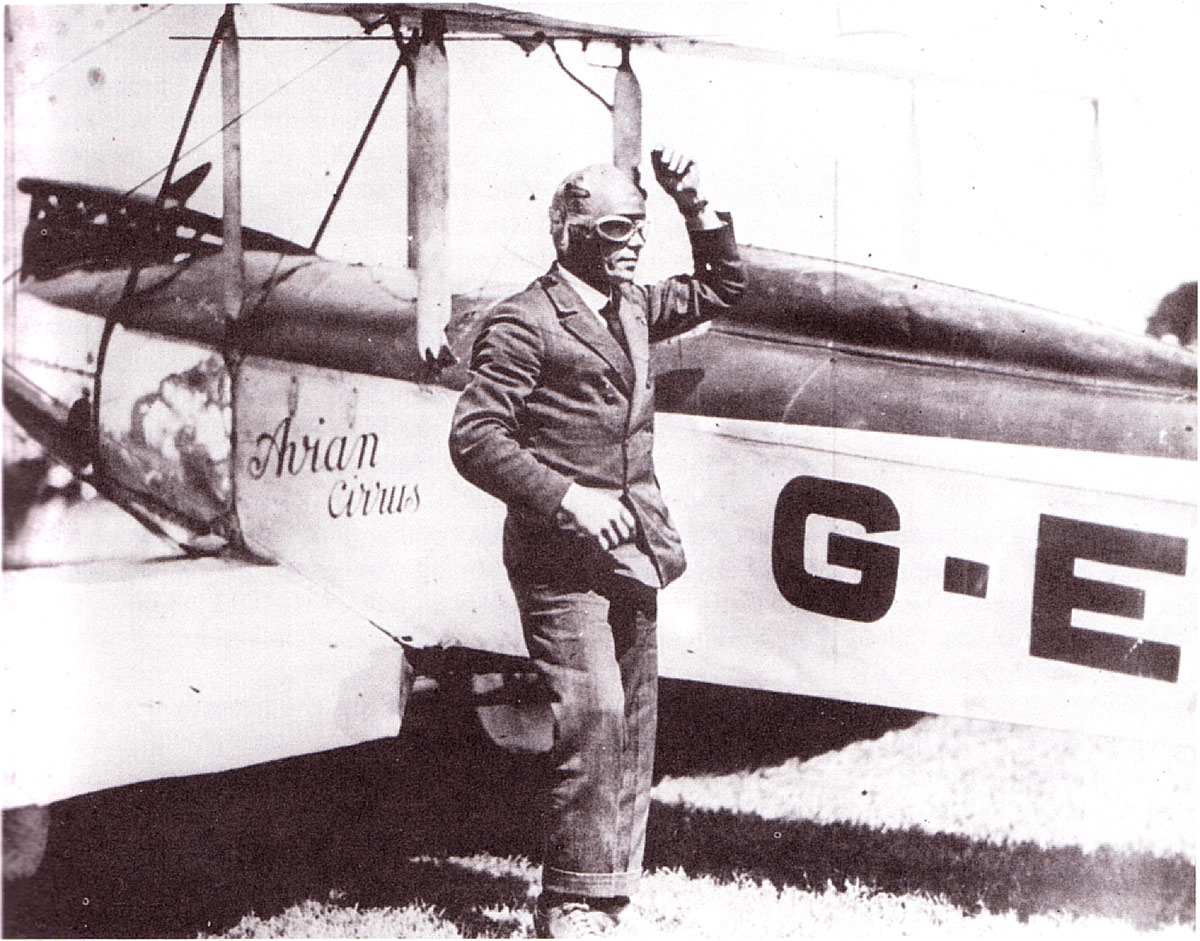
Hinkler et son Avro Avian.

Après la guerre, il travaille comme pilote d'essai pour le constructeur d'avions Avro à Southampton. Quand le gouvernement australien a offert 10 000 £ comme récompense pour le premier vol à destination de l'Australie, Hinckler voulu participer au défi mais sa machine s'est écrasé en Europe pendant une tempête.
En 1921, un Avro Baby fut expédié à Sydney. Il était rempli de carburant et le vol sans escale atteignit Bundaberg, dans le Queensland, soit une distance de 1 370 km.
Durant les années 1920, il a participé à de nombreux évènements et marqua plusieurs records de vols sans escale, comme celui d'Angleterre à la Lettonie. Il participa également à la Coupe Schneider.
Il a fait le premier vol en solitaire entre l'Angleterre et l'Australie, au départ de l'Angleterre, le 7 février 1928 et arrivant à Darwin, le 22 février 1928. Cela a réduit le record entre l'Angleterre et l'Australie de 28 jours à un peu moins de 15 jours et demi. L'avion utilisé était un Avro Avian, immatriculé « G-EBOV ». Le vol a été peu suivi au début, mais lorsque Hinkler atteint l'Inde, il suscita alors l'intérêt des médias.
En 1931, il s'est rendu dans un de Havilland Puss Moth du Canada à New York, puis non-stop, à la Jamaïque, sur 2 400 km (1 500 milles), puis vers le Venezuela, la Guyana, le Brésil, puis à travers l'océan Atlantique en Afrique, cette partie du voyage a été fait dans des conditions climatiques très difficile. De l'Afrique de l'Ouest, il s'est envolé pour Londres. Pour cela, il a reçu le Trophée Segrave, le prix Johnston et le trophée Britannia pour le vol le plus méritant de l'année. C'était le premier vol en solo à travers l'océan Atlantique Sud. Il était seulement la deuxième personne à traverser l'Atlantique en solitaire, après Charles Lindbergh.
Le 7 janvier 1933, Hinkler quitta l'aérodrome de Feltham, en Angleterre, dans une tentative de briser le record de vol à l'Australie de 8 jours et 10 heures. Mais son corps a été découvert dans le massif du Pratomagno en Toscane en Italie. Son avion s'était écrasé, sans doute le 8 janvier 1933. Il a été enterré, avec tous les honneurs militaires sur les ordres de Benito Mussolini, dans le cimetière protestant de Florence. Un monument à sa mémoire a été érigé au Passo Della Vacche dans les Alpes par l'Aéro-Club Aretino.
Un petit morceau de bois, relique de l'un de ses planeurs a été donné à l'astronaute américain Don L. Lind au début de l'année 1986 en signe de reconnaissance pour sa venue à Bundaberg. Lind a, à son tour, donné l'objet à Dick Scobee, qui l'a pris avec lui à bord de Challenger lors de la mission STS-51-L, à l'intérieur d'un petit sac en plastique qu'il a placé dans ses affaires. Le décollage fut une catastrophe, et le sac et le morceau de bois ont été récupérés en mer, puis plus tard, retourné à l'Hinkler Memorial Museum de Bundaberg.

## Hommages
Un petit satellite de Saturne, Hinkler, a été nommé en son honneur.